# Hugo Junkers
Hugo Junkers   (Rheydt, 3 de febrer de 1859 - Gauting, 3 de febrer de 1935) va ser un enginyer alemany, pioner en la construcció aeronàutica. El 1895 va fundar Junkers & Co.

## Biografia
Després dels seus estudis a les universitats de Berlín, Karlsruhe i Aix-la-Chapelle, va col·laborar amb Wilhelm von Oechelhauser, director de la Continental-Gasgesellschaft de Dessau, en el disseny d'un motor destinat als alts forns de Hörde (Forges Phoenix) a Dortmund per a un generador de tipus dinamo. Junkers va dissenyar un motor de pistons oposats de dos temps, alimentat amb gas d'alt forn, lliurat el 1896 i desenvolupant una potència de 220 cavalls.
Junkers va desenvolupar la idea. Amb el suport de von Oechelhauser, va fundar un institut de recerca per a motors de gas, i va dissenyar sobre el principi dels pistons en oposició, els motors de gasolina, després els motors dièsel estacionaris i vehicles amb molt baix consum. Això li va permetre finançar posteriorment els seus altres treballs de recerca.
Els resultats de les proves realitzades al seu propi túnel de vent el van portar a fer avions al voltant d'estructures metàl·liques, substituint qualsevol altre material. Va construir els anys 1914 - 1915 el primer avió totalment metàl·lic del món, el Junkers J 1. Després de la Primera Guerra Mundial, va construir el Junkers F.13, el primer avió de transport comercial totalment metàl·lic. Aquest avió es pot considerar com el prototip de tots els que van seguir fins al Ju 52 que van conèixer un immens èxit tant en els seus usos civils com militars. Molts dels ferits deuen la seva salvació a la seva ràpida evacuació per part d'aquella que afectuosament anomenaven tia Ju (pronunciada 'tu') perquè, igual que els vaixells en anglès, la majoria dels avions són femenins en alemany.
Per tal d'aconseguir revestiments d'ala i fuselatges lleugers i rígids, va fer un gran ús del procés de xapa ondulada, relativament poc penalitzat a baixes velocitats des del punt de vista aerodinàmic. Aquest procés també va ser utilitzat en automòbils per Citroën amb el 2CV i la furgoneta tipus H, així com per als edificis de construcció ràpida de l'arquitecte Jean Prouvé.
La seva recerca pionera en aerodinàmica també va cridar l'atenció de Manfred Curry, un campió de regates de vela múltiple que va utilitzar els túnels de vent de Göttingen i Dessau per perfeccionar les instal·lacions i les veles dels iots de regata (el funcionament d'una ala d'avió i d'un veler es basa en principis molt semblants).
Ja el 1933, però, Hugo Junkers havia estat desposseït de la seva fàbrica pel poder nacionalsocialista i s'havia retirat a Garmisch-Partenkirchen.